# Fronhof (Herkenrath)

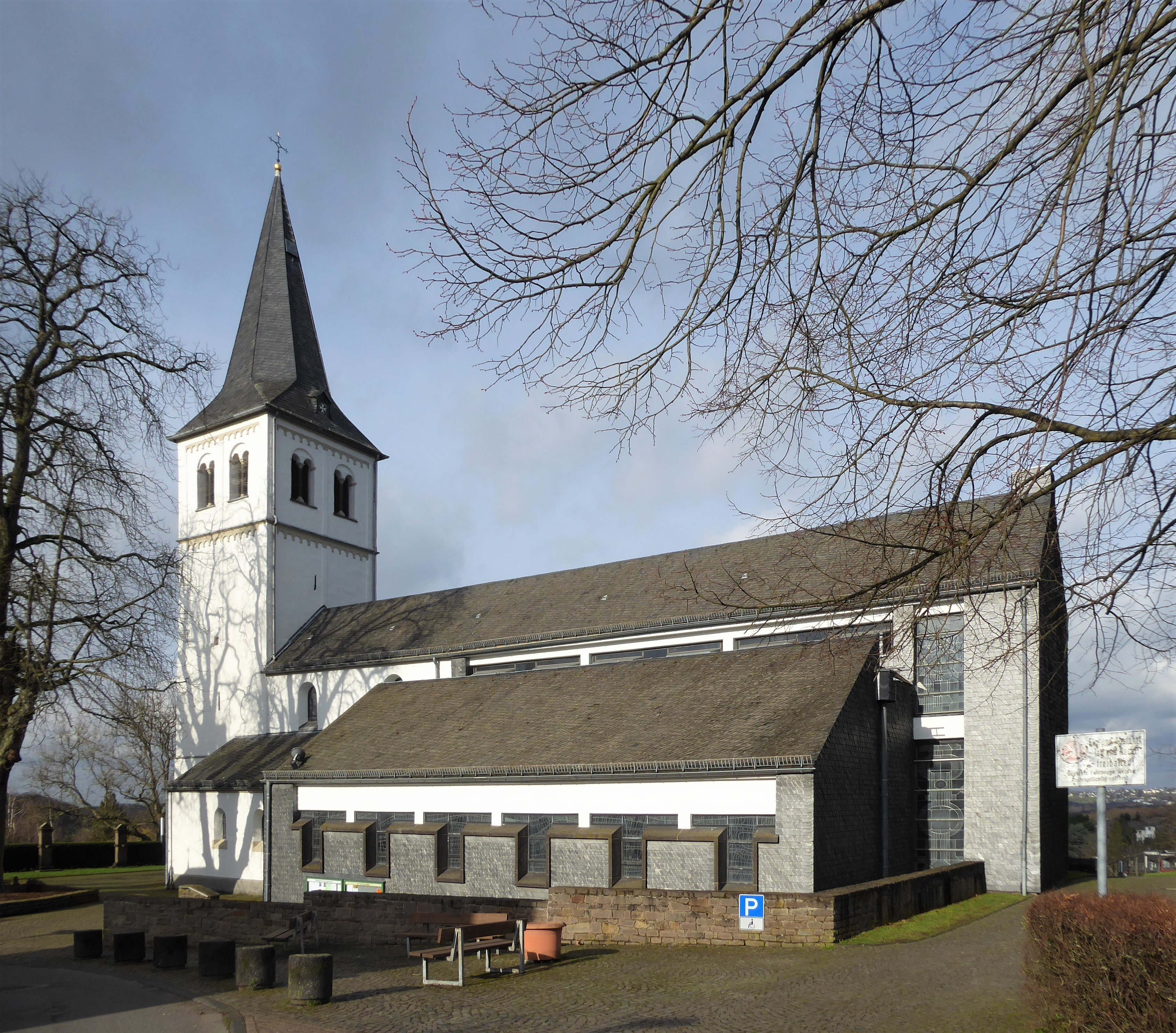
Kirche St. Antonius Abbas

Fronhof ist der älteste Ortsteil im Stadtteil Herkenrath von Bergisch Gladbach.

## Geschichte
Der Name Fronhof nimmt Bezug auf den früheren königlichen Fronhof in Herkenrath aus der frühmittelalterlichen Rodungszeit. Im Codex Theodorici des Klosters Deutz wird die Herkenrather Kirche 1160 als Eigentum des Florentius von Kempenich (Eifel) erwähnt. 1224 wurde sie in das Besitztum des Adeligen Dietrich von Dorndorf übertragen. Dem Fronhof, heute besser bekannt als Herkenrather Hof, haftete das Hofgericht über die niedere Gerichtsbarkeit an. Dabei ging es zum Beispiel um Wald-, Wege-, Wasser- und Weiderechte. Der ursprüngliche Herkenrather Hof ist wahrscheinlich im Dreißigjährigen Krieg zerstört worden. Das heute dort aufstehende Fachwerkhaus stammt aus dem 17. Jahrhundert. Das Bestimmungswort Fron leitet sich von dem althochdeutschen Wort „frôno“ (= „dem Herrn gehörig“), bzw. dem mittelhochdeutschen Wort „vrôn“ (= „Herrschaft“) ab. Der Herkenrather Hof war demzufolge Eigentum eines adeligen Herrn, also ein Herrenhof, der als Lehen vergeben wurde.

## Kirche
Im Mittelpunkt der Ortschaft Fronhof steht die Kirche St. Antonius Abbas. Sie ist erstmals 1144 urkundlich nachgewiesen. Sie wurde unter Nr. 17 in die Liste der Baudenkmäler in Bergisch Gladbach eingetragen.